# Ballerina Overdrive
Ballerina Overdrive — предстоящий американский экшн-триллер режиссёра Вики Джусон по сценарию Кейт Фройнд. Главные роли исполнили Лана Кондор и Миллисент Симмондс.

## Сюжет
Балетная труппа вынуждена спасаться бегством после того, как её автобус ломается по пути на танцевальный конкурс.

## В ролях
- Лана Кондор
- Миллисент Симмондс
- Айрис Апатоу
- Мэдди Зиглер
- Авантика
- Ума Турман
- Майкл Калкин — Лотар Маркович

## Производство
Фильм был анонсирован в феврале 2023 года, режиссером стала Вики Джусон, главные роли исполнили Лина Хиди, Яра Шахиди, Изабела Мерсед, Лана Кондор, Миллисент Симмондс и Айрис Апатоу. Съёмки должны были пройти в Сербии весной 2023 года.
Производство было отложено до августа 2024 года и началось в Будапеште, а Хиди, Шахиди и Мерсед покинули фильм. Вместо них в актёрский состав вошли Мэдди Зиглер, Авантика и Ума Турман. Съёмки завершились в октябре.
В ноябре 2024 года стало известно, что международный торговый агент The Veterans продал все права на международную дистрибуцию Amazon Prime Video.